# 171195 Richardgreen
171195 Richardgreen è un asteroide della fascia principale. Scoperto nel 2005, presenta un'orbita caratterizzata da un semiasse maggiore pari a 2,799868 UA e da un'eccentricità di 0,222038, inclinata di 7,961479° rispetto all'eclittica. Ha un diametro di 4,455 km e un'albedo di 0,043.
Fa parte della famiglia di asteroidi Dora.